# Breese (Illinois)
Breese è un comune degli Stati Uniti d'America, situato in Illinois, nella Contea di Clinton.